# Sobolini
Sobolini (en rus: Соболиный) és un poble del krai de Primórie, a l'Extrem Orient de Rússia, que en el cens del 2010 tenia 189 habitants.